# جوفيتا إيدار
كانت جوفيتا إيدار فيفيرو (7 سبتمبر 1885 – 15 يونيو 1946) صحافية أمريكية وناشطة سياسية وعاملة في مجال الحقوق المدنية، دافعت عن قضية الأمريكيين المكسيكيين والمهاجرين المكسيكيين. على خلفية الثورة المكسيكية التي استمرت لعقد من الزمن، من عام 1910 وحتى عام 1920، نشرت إيدار مقالات في سلسلة من الصحف مستغلة مساحتها للعمل من أجل إحداث تغيير هادف وفعال. بدأت إيدرا حياتها المهنية في مجال الصحافة في صحيفة لا كرونيكا، التي امتلكها والدها في مسقط رأسها، مدينة لاريدو في ولاية تكساس الأمريكية.
في شهر أكتوبر 1911، وخلال فترة عملها في الصحافة، أصبحت إيدار رئيسةً لرابطة النساء المكسيكيات La Liga Femenil Mexicanista حديثة العهد، والتي ركزت اهتمامها على تقديم التعليم المجاني للأطفال المكسيكيين في لاريدو. كانت إيدار أيضًا ناشطة في الجمعية الطليعية المكسيكية Primer Congreso Mexicanista، المنظمة التي جمعت الأمريكيين المكسيكيين لمناقشة قضايا مجتمعية، مثل شحّ الفرص التعليمية والموارد الاقتصادية.
في عام 2023، سيتم تكريم إيدار بوضع صورتها على عملة معدنية أمريكية ضمن برنامج العملات المعدنية الأمريكية من فئة ربع دولار لتكريم النساء.

## بدايات حياتها
ولدت جوفيتا إيدار في عام 1885 في مدينة لاريدو بولاية تكساس الأمريكية. كانت جوفيتا واحدة من ثمانية أبناء لجوفيتا ونيكاسيو إيدار الذين سعيا جاهدين للنهوض بالحقوق المدنية للأمريكيين المكسيكيين. كانت عائلة إيدار جزءًا من فئة الشرفاء التي تمتَّع أبناؤها بمستويات تعليم جيدة وفرص أفضل من العديد من العائلات التيجانوس (المكسيكيين الذين عاشوا بولاية تكساس) بشكل عام. نشأت جوفيتا مع جميع أشقائها في بيئة نوقشت فيها مسائل حقوق ومسؤوليات مجتمع شيكانو والظروف القاسية التي يعيشها أفراده بشكل مستمر. في كتابه، المسير بإيقاع مختلف وصف روبن كاديسون بيرسون جوفيتا بأنها «كانت، خلال نشأتها، طفلة مبدعة ومفعمة بالحيوية؛ فازت بالعديد من الجوائز عن كتاباتها الشعرية، واستمتعت بإلقاء قصائدها أمام الجمهور».

## التربية والتعليم
في عام 1903، حصلت جوفيتا على شهادة بالتدريس من معهد هولدينج في مدينة لاريدو. عملت معلمة في مدرسة في لوس أوخويلوس الواقعة على على بعد 40 كم إلى الشرق من مدينة لاريدو. كان واقع تدريسها في السنوات الأولى محبطًا، «فقد واجهت نقصًا شديدًا في الكتب والأوراق والأقلام؛ ولم يكن عدد المقاعد أو المكاتب كافيًا لطلابها في حال حضروا جميعًا». لم تكن خدمات التعليم المقدمة لأبناء مجتمع شيكانو بالمستوى المطلوب، وقد مُنع طلابهم من دخول المدارس، مع أن أهاليهم كانوا يدفعون الضرائب الكافية للحصول على خدمات تعليمية ملائمة. أدركت إيدار أن تأثيرها بحياة الطلاب لم يكن متناسبًا أبدًا مع الجهد المبذول من قبلها وذلك بسبب رداءة التجهيزات في المدارس المفصولة على الأساس العنصري.

## الدفاع عن القضايا الاجتماعية
على خلفية الثورة المكسيكية، التي استمرت عقدًا من الزمن من عام 1910 وحتى عام 1920، غيرت جوفيار مهنتها من التدريس إلى الصحافة، وعملت على استغلال مهنتها الجديدة من أجل إحداث تغيير هادف وفعال في واقع مجتمعها. عادت جوفيتا بعدها إلى تكساس حيث بدأت العمل مع اثنين من أشقائها، إدواردو وكليمنتي إيدار، في صحيفة والدها، لا كرونيكا(«الوقائع»). كان والدهم، نيكاسو إيدار، رجلًا قويًا وفخورًا دافع عن الحقوق المدنية للأمريكيين المكسيكيين وعن تحقيق العدالة الاجتماعية لهم. نشر نيكاسو إيدار وحرر المقالات في صحيفة لا كرونيا التي أصبحت فيما بعد صوتًا رئيسيًا للمناداة بحقوق المكسيكيين وأبناء مجتمع التيجانوس. كتبت جوفيتا مقالاتها في الصحيفة تحت اسم مستعار، وكشفت من خلالها عن الظروف المعيشية السيئة للعمال المكسيكيين الأمريكيين، ودعمت الثورة.:58